# Interstate 170 (Missouri)
Die Interstate 170 (Missouri) (kurz I-170 (Missouri)) ist ein Teil des Interstate-Highwaysystems in den Vereinigten Staaten. Sie ist nur eine sehr kurze Stadtautobahn in der Metropolregion St. Louis. Sie wurde im Jahr 1983 errichtet. Bis ins Jahr 2007 wurden der Knotenpunkt mit der Interstate 64 für 535 Mio. Dollar entflochten und Überflieger errichtet. Über sie wird unter anderem auch der Verkehr zum Lambert-Saint Louis International Airport abgewickelt.

## Wichtige Städte an dieser Autobahn
- St. Louis